# Список графов и герцогов д’Этамп

Герб графов д’Этамп из дома д’Эврё

Герб Ричарда, графа д’Этампа

Герб Франциска II, герцога Бретани

Данный список представляет владельцев французского феода д’Этамп (фр. d'Étampes).

## Графы д’Этамп
- 1327—1336: Карл д’Этамп (1305 — 5 сентября 1336), старший сын французского принца Людовика д’Эврё, графа Эврё, Этампа и де Бомон-ле-Роже (1276—1319), и Маргариты д’Артуа (ок. 1285—1311), дочери Филиппа д’Артуа и Бланки де Дрё..
- 1336—1339: Людовик I д’Эврё (1336 — 4 мая 1400), старший сын предыдущего и Марии да Ла Серда, дочери инфанта Кастилии и герцога Медины Фернандо II де ла Серда, Марии де Лара.
- 1399—1416: Жан, герцог Беррийский (30 ноября 1340 — 15 марта 1416), третий сын короля Франции Иоанна II Доброго и Бонны Люксембургской
- королевский домен
- 1421—1438: Ришар Бретонский (ок. 1396 — 2 июня 1438), младший сын Жана IV, герцога Бретани, и его третьей жены, Жанны Наваррской
- королевский домен
- 1442—1465: Жан II, граф Неверский (25 октября 1415 — 25 сентября 1491), младший сын Филиппа II Бургундского (1389—1415), графа Неверского (1404—1415) и Ретельского (1406—1415), от второго брака с Бонной д’Артуа (1396—1425).
- 1465—1478: Франциск II, герцог Бретани (23 июня 1433 — 9 сентября 1488), старший сын Ришара Бретонского (1395—1438), графа д’Этампа (1421—1438), и Маргариты Орлеанской (1406—1466), графини де Вертю-ан-Шампань.
- 1478—1500: Жан де Фуа (ок. 1450 — 5 ноября 1500), третий сын королевы Элеоноры Наваррской и её супруга Гастона IV де Фуа
- 1500—1512: Гастон де Фуа (10 декабря 1489 — 11 апреля 1512), единственный сын Жана де Фуа, графа д’Этампа и виконта Нарбонны, и Марии Орлеанской, сестры французского короля Людовика XII.
- 1512—1514: Анна, герцогиня Бретани (25 января 1477 — 9 января 1514), старшая дочь Франциска II, герцога Бретани, и его второй жены Маргариты де Фуа (ок. 1458—1486), дочери Гастона IV, графа де Фуа, и Елеоноры Арагонской, королевы Наварры.
- 1514—1515: Клод Французская (13 октября 1499 — 20 июля 1524), старшая дочь французского короля Людовика XII, герцогиня Бретани, и его второй жены, герцогини Анны Бретонской
- 1515—1519: Артю Гуфье (6 сентября 1475 — 13 мая 1519), старший сын от второго брака (1472) Гийома Гуффье, сеньора де Буази, и Филиппины де Монморанси (ум. 1516)
- 1519—1524: Клод Французская (13 октября 1499 — 20 июля 1524), старшая дочь французского короля Людовика XII, герцогиня Бретани, и его второй жены, герцогини Анны Бретонской
- королевский домен
- 1526—1534: Жан де Ла Барр (ум. 1534), губернатор Парижа
- 1534—1536: Жан IV де Бросс (1505 — 27 января 1564), сын Рене де Бросса и Жанны де Коммин, внук Филиппа де Коммина.

## Герцоги д’Этамп

Герб Жана IV де Бросса

Герб Дианы де Пуатье

- 1536—1553: Жан IV де Бросс (1505 — 27 января 1564), сын Рене де Бросса и Жанны де Коммин, внук Филиппа де Коммина
- 1553—1562: Диана де Пуатье (3 сентября 1499 — 26 апреля 1566), жена Луи де Брезе, графа де Мольврье, фаворитка короля Франции Генриха II
- 1562—1564: Жан IV де Бросс (1505 — 27 января 1564), сын Рене де Бросса и Жанны де Коммин, внук Филиппа де Коммина
- королевский домен
- 1576—1577: Иоганн Казимир, пфальцграф Рейнский (7 марта 1543 — 16 января 1592), пфальцграф Рейнский, регент Курпфальца с 1583 года, четвёртый сын курфюрста Фридриха III Благочестивого
- королевский домен
- 1579—1582: Екатерина де Гиз (18 июля 1551 — 6 мая 1596), дочь Франсуа Лотарингского, герцога де Гиза, и Анны д’Эсте, супруга Луи де Бурбона, герцога де Монпансье
- 1582—1598: Маргарита де Валуа (14 мая 1553 — 27 марта 1615), французская принцесса, дочь короля Генриха II и Екатерины Медичи. В 1572—1599 годах — первая супруга Генриха де Бурбона, короля Наваррского, который под именем Генриха IV занял французский престол.

### Бурбон-Вандом

Герб герцогов де Вандом из дома де Бурбон

- 1598—1599: Габриэль д’Эстре (1573 — 10 апреля 1599), дочь Антуана д’Эстре и его жены Франсуазы Бабу де Лабурдезьер, герцогиня де Бофор и де Вернэй, маркиза де Монсо, фаворитка короля Генриха IV Великого.
- 1599—1665: Сезар де Вандом (3 июня 1594 — 22 октября 1665), старший внебрачный сын короля Франции Генриха IV и Габриэль д’Эстре
- 1665—1669: Людовик де Вандом (1 октября 1612 — 12 августа 1669), единственный сын Сезара де Вандома и Франсуазы Лотарингской.
- 1669—1712: Луи Жозеф де Вандом (1 июля 1654 — 11 июня 1712), старший сын предыдущего и Лауры Манчини

### Дом Конде и Конти

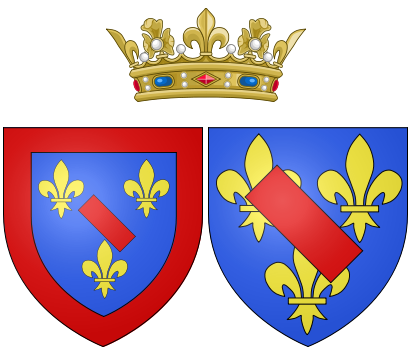
Герб принцессы де Конти

- 1712—1718: Мария Анна де Бурбон (2 октября 1666 — 3 мая 1739), принцесса де Конти, незаконнорожденная дочь короля Франции Людовика XIV и Луизы де Лавальер, супруга Луи Армана де Бурбона, 2-го принца де Конти
- 1718—1745: Луиза Елизавета де Бурбон (22 ноября 1693 — 27 мая 1775), вторая дочь Луи де Бурбона, принца де Конде, и Луизы Франсуазы Нантской (1673—1743), внебрачной дочери Людовика XIV от мадам де Монтеспан, супруга Луи Армана де Бурбона, принца де Конти
- 1745—1759: Луиза Генриетта де Бурбон (20 июня 1726 — 9 февраля 1759), единственная дочь принца Луи Армана II де Бурбона, принца де Конти, и принцессы Луиза Елизаветы де Бурбон, принцессы де Конде.

### Орлеанский дом
- 1759—1792: Луи Филипп II, герцог Орлеанский (13 апреля 1747 — 6 ноября 1793), единственный сын Луи-Филиппа I, герцога Орлеанского, и Луизы Генриетты де Бурбон.